# Штольтенберг, Герхард
Ге́рхард Што́льтенберг (нем. Gerhard Stoltenberg; 29 сентября 1928, Киль, Веймарская Республика — 23 ноября 2001, Бад-Годесберг, Бонн, Германия) — западногерманский государственный деятель, министр финансов (1982—1989) и министр обороны (1989—1992) ФРГ.

## Биография

### Образование и научно-преподавательская карьера
Родился в семье священника. С 1944 г. солдат вермахта, служил в военно-морском флоте. В ходе боевых действий в период Второй мировой войны получил ранение и попал в плен.
Изучал историю, социологию, философию в Кильском университете, в 1954 г. получил степень доктора философии с диссертацией «Германский рейхстаг 1871—1873. Вклад в историю немецкого парламентаризма». В 1962 г. получил звание доцента, а в 1960 г. — профессора.
Работал в Кильском университет в качестве научного сотрудника на кафедре науки и политической истории.
В 1965 и 1969—1970 гг. — директор по вопросам экономической политики Friedrich Krupp GmbH в Эссене.

### Политическая карьера
C 1947 г. член ХДС. В 1955—1961 гг. — федеральный лидер Молодёжного союза. В 1955 г. был избран первым заместителем председателя, в с 1971 по 1989 г. являлся национальным председателем ХДС в Шлезвиг-Гольштейне. С 1969 г. также был заместителем федерального председателя в федеральном президиуме ХДС.
В 1954—1957 и 1971—1982 гг. — депутат ландтага Шлезвиг-Гольштейна.
В 1957—1971 и 1983—1998 гг. был депутатом бундестага. С 1969 по 1971 г. занимал должность заместителя председателя парламентской группы ХДС/ХСС.
- 1965—1969 гг. — министр образования и научных исследований. Ушёл в отставку в связи с разгоревшемся скандалом с утечкой радиоактивных отходов на шахте Ассе,
- 1971—1982 гг. — премьер-министр земли Шлезвиг-Гольштейн[5]. В этой должности занимал должность президента Бундесрата ФРГ (1977—1978),
- 1982—1989 гг. — министр финансов ФРГ,
- 1989—1992 гг. — министр обороны ФРГ. В результате разгоревшейся общественной дискуссии вокруг спорных поставок оружия, особенно танков в Турцию, он взял на себя ответственность и подал в отставку.

С 1996 г. до конца жизни являлся председателем попечительского совета Фонда «Отто фон Бисмарк» во Фридрихсру в Саксонии.

## Награды и звания
- Большой крест со звездой и плечевой лентой ордена «За заслуги перед Федеративной Республикой Германия» (1973),
- Большой крест со звездой ордена «За заслуги перед Федеративной Республикой Германия» (1969),
- Большой Крест ордена Альфонса X Мудрого (1967),
- Орден Христа.

Почетный гражданин земли Шлезвиг-Гольштейн (2001).